# Ledstrålestyrning

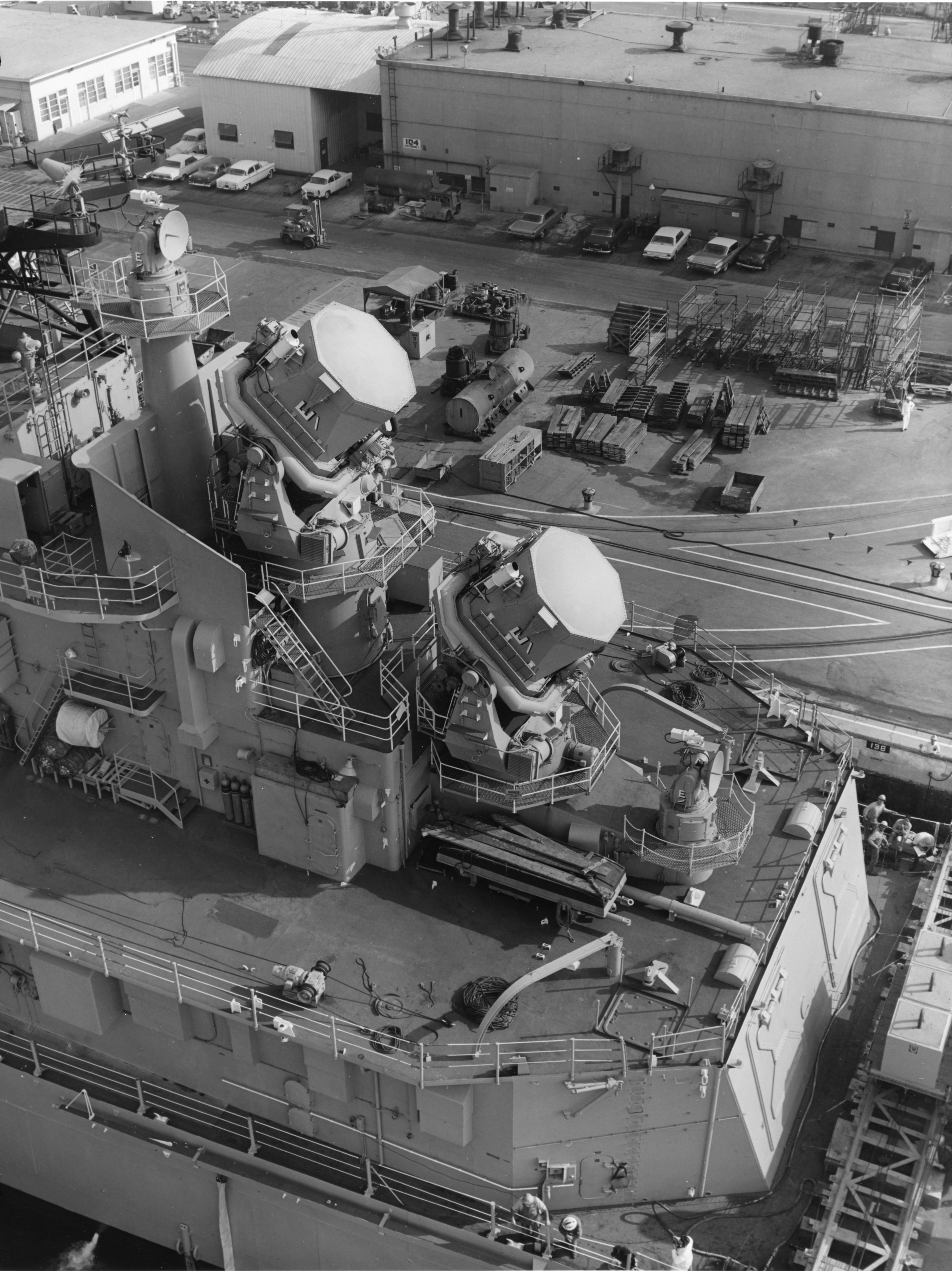
Två AN/SPG-49 ledstrålesändare för RIM-8 Talos ombord på.

Ledstrålestyrning är ett relativt enkelt styrsystem för robotar. På 1950-talet användes riktade radiovågor som ledstråle, men moderna vapen använder laser.

## Princip
En ledstrålestyrd robot har fyra mottagare som är riktade bakåt, ofta en på varje vingspets. När roboten ligger mitt i strålen är signalen lika stark i alla mottagare. Om signalen blir svagare i en mottagare svänger roboten åt motsatt håll för att hålla sig kvar i strålen. Fördelen är att roboten inte är beroende av strålning eller ekon från målet och att den är relativt okänslig för störning. Nackdelen är att ledstrålesändaren måste vara i direkt anslutning till skytten/vapenbäraren för att kunna "fånga" roboten i strålen efter avfyring och att strålen måste riktas mot målet tills roboten träffar.

## Exempel på ledstrålestyrda vapen
| Radar                                       | Laser                                   |
| ------------------------------------------- | --------------------------------------- |
| - Kaliningrad K-5 - Fireflash - RIM-8 Talos | - 9K116 Kastet - 9K121 Vichr - Robot 70 |